# Apanteles psarae
Apanteles psarae är en stekelart som först beskrevs av Wilkinson 1927.  Apanteles psarae ingår i släktet Apanteles och familjen bracksteklar. Inga underarter finns listade i Catalogue of Life.